# RW Trianguli
Désignations
RW Trianguli est une binaire à éclipses de type Algol située dans la constellation du Triangle. Elle est une binaire variable cataclysmique qui a connu plusieurs augmentations de luminosité depuis 1938. Sa première observation s'est faite en juin 1938 par Maria Protitch, qui mentionnera dans un article scientifique, de la revue Astronomische Nachrichten, l'apparition d'une nouvelle étoile dans la constellation du Triangle. Durant les années qui suivent, des augmentations soudaines de sa luminosité seront encore observées. D'après la dernière mesure de sa parallaxe par le satellite Gaia, la binaire se situe à environ 306,082 ± 2,089 2 pc (∼998 al) de la Terre.

## Histoire
Selon la littérature scientifique, la première observation de RW Trianguli s'est faite en juin 1938 par Maria Protitch. Elle y dédia un passage dans le volume de 266 de la revue Astronomische Nachrichten (pages 95-96), dans laquelle elle décrit l'apparition d'une nouvelle étoile variable dans cette région du ciel. Elle note également que le profil de variation de l'étoile est similaire à celui de la binaire à éclipses nommée Algol.
Des observations de RW Tri furent obtenues à l'automne 1957 confirmant qu'il s'agit d'une étoile variable. L'auteur des observations (Walker F. Merle) note que l'astre connait une courte période de variation. Il suggère lui aussi l'appartenance de cet astre à la catégorie des binaires à éclipses, même s'il décrit l'existence de variations non régulières qu'il pense externes au système binaire. De plus, la courbe de luminosité qu'il érige est presque identique à celles des variables UX UMa et DQ Her. Il note également que ses observations sont cohérentes avec un modèle dans lequel l'étoile la plus lumineuse est entourée par disque d'accrétion, puisque la courbe de luminosité est similaire à celles de UX UMa et DQ Her, dont les variations sont expliquées de la même manière. Walker pense ainsi que l'étoile primaire possède une atmosphère étendue, nuage ou halo, dont la taille et la luminosité sont sujettes à des variations irrégulières.
En février 1964, Robert P. Kraft relie RW Trianguli à une nouvelle classe de variables récemment identifiées, les variables cataclysmiques. Cela confirme que le système est binaire, qu'il contient effectivement un disque d'accrétion, et que l'étoile secondaire est légèrement aplatie aux pôles à cause du lobe de Roche de sa compagne (voir plus bas). Il confirme également l'existence d'une variabilité externe au système, qui s'explique par la présence du disque d'accrétion. Kraft note que RW Trianguli pourrait être une ancienne nova, et que son spectre présente des raies d'émission inhabituellement étroites sans variations de vitesse et une composante rouge (qui s'explique par la présence d'une étoile rouge dans le système),.

## Variation
En tant que système binaire cataclysmique, RW Trianguli connait deux types de variations. Sa première période de variabilité est un cycle régulier de 0,231883392 jour (environ 5 heures) qui s'explique par le fait que RW Trianguli est une binaire à éclipses. D'abord prise pour une variable de type Algol, son cycle de variation s'est révélé être plus proche d'une autre classe, celle des variables de SW Sextantis (J. Paradijs et al.).
Elle possède deux composantes, une naine blanche et une naine orange, qui s'éclipsent à tour de rôle, ce qui produit une baisse de luminosité à chaque fois que les deux étoiles s'alignent dans la ligne de visée de la Terre (ce qui induit que la période de variation est la moitié de la période orbitale du système). Sa courbe de luminosité se compose donc de deux baisses de luminosité, l'une qui est produite lorsque la naine blanche est éclipsée par sa compagne, qui est donc importante puisque le disque d'accrétion de la naine blanche est lui aussi masqué. Et une autre moins importante que se produit lorsque la naine blanche et son disque sont éclipsés par sa compagne (l'étoile orange), ce qui produit une variation avec deux baisses bien distinctes.
Son autre cycle de variation est irrégulier et est dû à la présence d'un disque d'accrétion autour de la naine blanche, ce qui lui vaut sa classification de variable cataclysmique. Cela signifie que les deux étoiles du système sont reliées par un transfert de masse de l'étoile orange vers la naine blanche, causé par l'étoile orange qui est située dans le lobe de Roche de sa compagne. Ce rapprochement à pour effet de déformer et de décaper la matière de la naine orange à cause des effets de marée. Cet effet dure toute la vie du système, puisque l'étoile secondaire ne fait que se rapprocher, ce qui enrichit le disque d'accrétion. Le disque d'accrétion peut être sujet à une instabilité formant des explosions de nova naine, lorsqu'une partie de la matière du disque tombe sur la naine blanche, ce qui explique les variations de ces binaires. Cependant, ces cycles sont irréguliers, fait qui s'explique par le mécanisme de variabilité.
Les étoiles sont si proches l'une de l'autre que la gravité de la naine blanche déforme la secondaire, et la naine blanche accrète de la matière de la compagne. Par conséquent, la secondaire est souvent appelée l'étoile donneuse. La matière attirée forme dans la plupart des cas un disque d'accrétion autour de la naine blanche. De fortes émissions UV et X sont souvent générées par le disque d'accrétion.
D'un point de vue observationnel, les variables cataclysmiques sont relativement faciles à découvrir. Ce sont habituellement des objets assez bleus, tandis que la majorité des étoiles sont rouges. La variabilité de ces systèmes est souvent plutôt rapide et forte. De fortes émissions en ultraviolet et même en rayons X et des raies d'émission particulières constituent d'autres propriétés typiques.

## Binaire
Comme énoncé ci-dessus, RW Trianguli est un système binaire. Il contient une naine orange aplatie aux pôles et une naine blanche massive qui orbitent à une distance 0,009 UA l'une de l'autre, avec une période de révolution de 0,462 jour. L'étoile orange à une classification stellaire allant de K5 à M0V avec une masse de 0,47 M☉, un rayon de 0,56 R☉, ce qui indique qu'il s'agit d'une naine orange ou rouge que se situe dans la séquence principale. Sa température effective est estimée à 3 994 K, elle ne présente pas de variabilité et elle tire son énergie de la fusion de l'hydrogène via la réaction proton-proton. Elle est aussi assez lumineuse, avec une magnitude absolue de 9,2. Le spectre de la binaire montre des raies d'émission de l'hydrogène, de l'hélium He I et II, ce qui montre la présence assez importante d'hélium dans l'étoile. Cependant, elle est fortement déformée (surtout aux pôles), puisque les forces de marée générées par sa compagne la déforment constamment, ce qui génère un transfert de masse vers la naine blanche.
La naine blanche est l'étoile primaire du système (puisque la naine orange gravite autour). Celle-ci est décrite par de nombreuses sources comme peu massive, même si sa masse est mal connue. Elle est estimée à environ 0,6 M☉. Sa température effective est d'environ 7 815 K (même si une mesure faite sur le disque d'accrétion penche sur une température de 18 000 à 35 000 K) et sa métallicité est de [Fe/H] de -1,44510877. Des observations spectroscopiques de l'étoile permettent d'identifier un vent stellaire puissant au niveau de celle-ci. En effet, les raies d'émission du carbone C IV, du soufre S IV et de l'azote N V sont des indicateurs de fort vent stellaire, qui est estimé à 4,8 × 10−10 M☉/an-1. Le transfert de masse finit en disque d'accrétion autour de cette étoile, puisque la naine orange est située dans le lobe de Roche de la naine blanche. Ce rapprochement a pour effet de déformer et de décaper la matière de la naine orange à cause des effets de marée. Le disque d'accrétion peut être sujet à une instabilité formant des explosions de nova naine, lorsqu'une partie de la matière du disque tombe sur la naine blanche. De par l'accrétion, la matière s'accumule sur la surface de la naine blanche. Avec cette accumulation, la densité et la température de la couche d'hydrogène ainsi formée finissent par s'élever suffisamment pour déclencher des réactions de fusion nucléaire dans la naine blanche. Les réactions brûlent l'essentiel de la couche d'hydrogène en hélium rapidement et ne durent donc pas longtemps. C'est la mécanisme d'apparition des nova, une phase que la naine blanche de RW Trianguli a déjà dû connaitre,.
Une spectroscopie infrarouge de la binaire a permis d'estimer que le disque d'accrétion en question a une température effective entre 6 000 et 8 000 K, et qu'il est incliné à 72,5 degrés par rapport au plan orbital du système, ce qui signifie que l'axe de rotation est également incliné à 72,5 degrés. La spectroscopie relève également que la raie d'émission He I présente une dispersion de vitesse différente de la raie He II et Ha, ce qui est souvent dû à la présence d'une couronne de poussière dans le disque. Ce disque s'enrichit à un flux de 5,027 × 10−17 M☉/s-1, avec un transfert de masse d'environ 5,6 × 10−9 M☉/an1 et il possède également une zone plus lumineuse que le reste de très petite taille. Les faibles variations de vitesse des raies d'émission du disque montrent que sa vitesse de rotation est faible, estimée aux alentours de 135 km/s-1.

## Naine brune
En 2021, un potentiel compagnon a été identifié autour de RW Trianguli. Détecté via variation du moment de transit, sa masse serait de 57 MJ et il orbiterait à 8 UA de la paire centrale. Sa masse laisse penser qu'il s'agit d'une naine brune massive.